# Baarn
Baarn é um município e cidade dos Países Baixos, localizado na província de Utrecht. Foi em Baarn que, em 31 de janeiro de 1938, nasceu Beatriz, ex-ocupante do trono neerlandês. É em Baarn que o rei dos Países Baixos, Guilherme Alexandre dos Países Baixos, atualmente tem a sua residência oficial.